# Orde van Sultan Mahmud van Terengganu
De Meest vereerde Trouwe Orde van Sultan Mahmud van Terengganu of "Darjah Kebesaran Setia Sultan Mahmud I Terengganu Yang Amat Terpuji" werd op 28 februari 1982 ingesteld door Sultan Mahmud al-Muktafi Billah Shah van Terengganu. Anders dan de meeste Maleisische orden heeft deze en andere Terengganuese ridderorden een maximaal aantal ridders in elk van de drie graden.
- Ridder-Grootcompanion of "Dato' Sri Setia". De 16 Ridders-Grootcommandeur dragen een keten of grootlint met daaraan de ster van de orde. Op de linkerborst dragen zij een ster. Achter hun naam mogen zij de letters SSMT plaatsen.

- Ridder-Companion of "Dato' Setia". De 32 Ridders-Commandeur dragen een ster aan een lint om de hals en een ster op de linkerborst. Achter hun naam mogen zij de letters DSMT dragen.
- Lid of "Ahli Setia". De 60 leden dragen hun ster aan een lint op de linkerborst en voeren de letters AMT achter hun naam.

De twee hoogste graden ontvangen met hun onderscheiding ook adeldom.
Het lint is licht violet met drie witte strepen. In de twee buitenste witte strepen is een smalle goud-rood-gouden streep aangebracht. Zoals in een islamitisch land te verwachten is, zijn de sterren en kleinoden alle achtpuntige zilveren "bintangs" of sterren. Een kruis zou niet op zijn plaats zijn.
Het kleinood is een vijfpuntige zilveren ster en de ster die op de borst wordt gedragen is zespuntig. Beiden dragen een rood medaillon met een witte ring.Er is geen verhoging.
De versierselen en inrichting van de orde volgen, zij het niet precies, het voorbeeld van de Britse Orde van Sint-Michaël en Sint-George die vaak aan de sultans van Terengganu en hun kroonprinsen werd toegekend. De vierde graad is een Maleisische toevoeging.